# 王家楹
王家楹（16世纪？—17世纪？），號碧柱，山西平阳府洪洞縣人。明朝官员。

## 生平
万历三十四年（1606年）丙午科山西乡试第二十七名举人，萬曆四十七年（1619年）己未科進士，吏部觀政，授順天府三河县知县，天啓元年調密云县知县，四年官至扬州府江防同知。

## 家族
曾祖王希文，生员。祖父王延齡，夀官。父王一中，敕赠文林郎三河縣知縣。
继娶郭氏，封孺人。子王澤溥，字霖周，號玄一，崇祯十二年举人，官太平府推官。澤潤，庠生。